# 류윤지
류윤지(柳允志, 1985년 12월 22일 ~ )는 대한민국의 수영 선수이다. 2006년 아시안 게임과 2004년 하계 올림픽에 여자 수영 대표 선수로 참가했다. 2015년 7월 KBS 우리동네 예체능 코치로 나온 경험이 있으며, 현재 은퇴했다.